# Night (Sotelo)
Night is een compositie van de Spaanse componist Mauricio Sotelo uit 2007. Het werk, dat deels in Portugal is gecomponeerd, vertoont qua opbouw veel gelijkenissen met Chalan dat de componist eerder schreef, maar heeft een totaal andere klank en indeling.
Night (nacht) is veel meer gericht op de flamenco, een soort flamenco voor orkest. Het slagwerk klinkt meer als in de klassieke muziek dan in Chalan, maar daar houdt de vergelijking dan weer meteen op. Het geheel klinkt als de overgang schemering-nacht-schemering. Tijdens de eerste schemering is de klank en ook de percussie licht, het geheel wordt donkerder en donkerder om te eindigen in een passage waarin de tamtam alles inktzwart kleurt. Vanaf dat moment klimt de muziek uit haar dal, mede door steeldrums totdat de muziek uit het begin als slot terugkeert. Dit is te vergelijken met de stemmingswisseling binnen de flamenco, waarin vrolijker passages worden afgewisseld met droeve. Night is wat makkelijker te beluisteren dan Chalan, maar de echte nachtpassages zijn zeer duister van klank.
De componist omschreef het werk als een nocturne, maar dan in flamencostijl, waarbij gedacht moet worden aan de stijlvarianten Bulerías en Seguiryas. Hij vergeleek het werk met een “Straal van duisternis” uit een tekst van José Ángel Valente.
Het werk is geschreven op verzoek van Casa da Música Porto (Muziekhuis Porto) voor het REMIX Ensemble aldaar, die dan ook de eerste uitvoering gaf in die zaal te Porto op 16 juni 2007.

## Orkestratie
- 1e dwarsfluit, tevens piccolo en basfluit; 1e hobo, 1e klarinet, 1e basklarinet;
- 1e trompet, 1e trombone ;
- 2 man / vrouw percussie;
- 1e viool, 2e viool, 1 altviool, 1e cello, 1e contrabas

## Discografie
- Uitgave Kairos: musikFabrik o.l.v. componist ; percussie Miquel Bernat